# Hamodes simplicia
Hamodes simplicia là một loài bướm đêm trong họ Noctuidae.